# The Sixth Gun
The Sixth Gun è una serie a fumetti creata nel 2010 da Cullen Bunn e Brian Hurtt, ed edita dalla Oni Press e in Italia da ReNoir Comics.
Ambientata nel vecchio west, poco dopo la fine della guerra di secessione americana, la trama è incentrata su un set di sei pistole, ognuna delle quali è in grado di dare al suo possessore un'abilità soprannaturale.

## Le pubblicazioni
Il primo numero di The Sixth Gun venne pubblicato per la prima volta il 1º maggio 2010 in occasione del Free Comic Book Day, prima di esordire formalmente il successivo 13 luglio. I vari archi narrativi sono pubblicati anche in edizione trade paperback.
| nº | Titolo arco narrativo        | Testi       | Disegni     | Data prima pubblicazione                  |
| -- | ---------------------------- | ----------- | ----------- | ----------------------------------------- |
| 1  | Cold Dead Fingers            | Cullen Bunn | Brian Hurtt | 1º maggio 2010 (anteprima) 13 luglio 2010 |
| 2  | Cold Dead Fingers            | Cullen Bunn | Brian Hurtt | 13 luglio 2010                            |
| 3  | Cold Dead Fingers            | Cullen Bunn | Brian Hurtt | 18 agosto 2010                            |
| 4  | Cold Dead Fingers            | Cullen Bunn | Brian Hurtt | 8 settembre 2010                          |
| 5  | Cold Dead Fingers            | Cullen Bunn | Brian Hurtt | 20 ottobre 2010                           |
| 6  | Cold Dead Fingers            | Cullen Bunn | Brian Hurtt | 17 novembre 2010                          |
| 7  | Crossroads                   | Cullen Bunn | Brian Hurtt | 22 dicembre 2010                          |
| 8  | Crossroads                   | Cullen Bunn | Brian Hurtt | 26 gennaio 2011                           |
| 9  | Crossroads                   | Cullen Bunn | Brian Hurtt | 23 febbraio 2011                          |
| 10 | Crossroads                   | Cullen Bunn | Brian Hurtt | 23 marzo 2011                             |
| 11 | Crossroads                   | Cullen Bunn | Brian Hurtt | 20 aprile 2011                            |
| 12 | Bound                        | Cullen Bunn | Brian Hurtt | 29 giugno 2011                            |
| 13 | Bound                        | Cullen Bunn | Brian Hurtt | 27 luglio 2011                            |
| 14 | Bound                        | Cullen Bunn | Tyler Crook | 31 agosto 2011                            |
| 15 | Bound                        | Cullen Bunn | Brian Hurtt | 28 settembre 2011                         |
| 16 | Bound                        | Cullen Bunn | Brian Hurtt | 26 ottobre 2011                           |
| 17 | Bound                        | Cullen Bunn | Brian Hurtt | 23 novembre 2011                          |
| 18 | A Town Called Penance        | Cullen Bunn | Brian Hurtt | 25 gennaio 2012                           |
| 19 | A Town Called Penance        | Cullen Bunn | Brian Hurtt | 22 febbraio 2012                          |
| 20 | A Town Called Penance        | Cullen Bunn | Brian Hurtt | 21 marzo 2012                             |
| 21 | A Town Called Penance        | Cullen Bunn | Brian Hurtt | 18 aprile 2012                            |
| 22 | A Town Called Penance        | Cullen Bunn | Brian Hurtt | 16 maggio 2012                            |
| 23 | A Town Called Penance        | Cullen Bunn | Tyler Crook | 13 giugno 2012                            |
| 24 | Winter Wolves                | Cullen Bunn | Brian Hurtt | 29 agosto 2012                            |
| 25 | Winter Wolves                | Cullen Bunn | Brian Hurtt | 26 settembre 2012                         |
| 26 | Winter Wolves                | Cullen Bunn | Brian Hurtt | 17 ottobre 2012                           |
| 27 | Winter Wolves                | Cullen Bunn | Brian Hurtt | 19 dicembre 2011                          |
| 28 | Winter Wolves                | Cullen Bunn | Brian Hurtt | 30 gennaio 2013                           |
| 29 | Winter Wolves                | Cullen Bunn | Brian Hurtt | 20 febbraio 2013                          |
| 30 | Ghost Dance                  | Cullen Bunn | Brian Hurtt | 17 aprile 2013                            |
| 31 | Ghost Dance                  | Cullen Bunn | Brian Hurtt | 22 maggio 2013                            |
| 32 | Ghost Dance                  | Cullen Bunn | Brian Hurtt | 19 giugno 2013                            |
| 33 | Ghost Dance                  | Cullen Bunn | Brian Hurtt | 21 agosto 2013                            |
| 34 | Ghost Dance                  | Cullen Bunn | Brian Hurtt | 18 settembre 2013                         |
| 35 | Ghost Dance                  | Cullen Bunn | Brian Hurtt | 21 ottobre 2013                           |
| 36 | Not the bullet, but the fall | Cullen Bunn | Brian Hurtt | 13 dicembre 2013                          |
| 37 | Not the bullet, but the fall | Cullen Bunn | Brian Hurtt | 15 gennaio 2014                           |
| 38 | Not the bullet, but the fall | Cullen Bunn | Brian Hurtt | 5 febbraio 2014                           |
| 39 | Not the bullet, but the fall | Cullen Bunn | Brian Hurtt | 12 marzo 2014                             |
| 40 | Not the bullet, but the fall | Cullen Bunn | Brian Hurtt | 7 maggio 2014                             |
| 41 | The Grey Witch               | Cullen Bunn | Tyler Crook | 11 giugno 2014                            |
| 42 | Hell and the Water           | Cullen Bunn | Brian Hurtt | 27 agosto 2014                            |
| 43 | Hell and the Water           | Cullen Bunn | Brian Hurtt | 24 settembre 2014                         |
| 44 | Hell and the Water           | Cullen Bunn | Brian Hurtt | 5 novembre 2014                           |
| 45 | Hell and the Water           | Cullen Bunn | Brian Hurtt | 3 dicembre 2014                           |
| 46 | Hell and the Water           | Cullen Bunn | Brian Hurtt | 11 febbraio 2015                          |
| 47 | Hell and the Water           | Cullen Bunn | Brian Hurtt | 25 marzo 2015                             |
| 48 | Boot Hill                    | Cullen Bunn | Brian Hurtt | 20 aprile 2016                            |
| 49 | Boot Hill                    | Cullen Bunn | Brian Hurtt | 18 maggio 2016                            |
| 50 | Boot Hill                    | Cullen Bunn | Brian Hurtt | 15 giugno 2016                            |

### Spin-off
Dal mese di febbraio 2013 viene pubblicato anche uno spin-off composto da cinque numeri, Sons of the Gun, scritto Cullen Bunn e Brian Hurtt, ed illustrato da Brian Churilla.

## Riconoscimenti
Tra il 2011 e il 2012, The Sixth Gun è stata candidata per tre Harvey Awards e due Eisner Awards.

## Adattamenti in altri media
Nell'estate 2011 la rete via cavo statunitense Syfy aveva preso in considerazione l'idea di realizzare un adattamento televisivo, tuttavia il progetto non andò oltre le prime fasi di pre-produzione.
Nel gennaio 2013, invece, la NBC diede il via liberà alla produzione di un episodio pilota ispirato dalla serie a fumetti, la cui regia venne affidata a Jeffrey Reiner. Dopo la produzione del pilot, tuttavia, la rete decise di cancellare il progetto.